# Bernard Pivo
Bernard Pivo (Brouwerij Bernard) is een Tsjechische brouwerij te Humpolec, Vysočina.

## Geschiedenis
De eerste brouwactiviteiten dateren al van de 16de eeuw. De brouwerij groeide geleidelijk in de jaren 1920 en 1930 en onder voormalig eigenaar Marie Therese Fügnerova waren er veertig mensen vast in dienst en werd er 20.000 hl per jaar gebrouwen. Na de Tweede Wereldoorlog werd de brouwerij genationaliseerd en onderdeel van de Horácké pivovary Jihlava (Horácke brouwerijen Jihlava). Vanaf 1960 maakte de brouwerij deel uit van de Jihočeské pivovary České Budějovice (Zuid-Boheemse brouwerijgroep). Er werd weinig geld geïnvesteerd en de kwaliteit van het bier daalde en de brouwerij ging in 1991 failliet.

Op 26 oktober 1991 werd de failliete brouwerij openbaar verkocht en kwam ze in handen van Stanislav Bernard, Josef Vávra en Rudolf Šmejkal. De brouwerij werd in 2000 omgevormd tot een naamloze vennootschap. In juli 2001 werd een samenwerking aangegaan met de Belgische brouwerij Duvel Moortgat die in bezit kwam van 50% der aandelen. De brouwerij werd gemoderniseerd en in 2009 werd de jaarlijkse capaciteit van 200.000 hl overschreden. De bieren van de brouwerij worden geëxporteerd naar 26 landen.

## Mouterij
De mouterij van Rajhrad in Zuid-Moravië  werd opgestart in 1872 en brandde een eerste maal af in 1919. De mouterij werd daarop verkocht aan Moravië. Na een tweede brand op het einde van de Tweede Wereldoorlog werd de productie pas in 1951 weer opgestart. In september 2000 kocht brouwerij Bernard de mouterij en wijzigde de naam in Sladovna Bernard (Mouterij Bernard). Jaarlijks wordt er 6700 ton pilsmout geproduceerd, zowel voor eigen gebruik als voor verkoop aan derden.

## Bieren
- Bernard, reeks lagers